# Pascal Abadie
Pour les articles homonymes, voir Abadie.
Pascal Abadie (Moulédous, 11 novembre 1855 - Vic-en-Bigorre, 18 octobre 1932) est un écrivain bigourdan de langue gasconne et un membre du félibrige.

## Biographie
Il nait à Moulédous le 11 novembre 1855 dans les Hautes-Pyrénées. Il embrasse une carrière d'instituteur. Attaché à sa langue natale, il rejoint cependant l'Escole Gastoû Febus, branche gasconne du mouvement félibréen, après ses amis et cadets Simin Palay et Michel Camélat. Il est un auteur prolifique, publiant surtout des pastorales (c'est-à-dire des pièces de théâtre se déroulant dans un cadre naturel : ici les montagnes pyrénéennes), mais aussi des contes et des chants. Sa verve moqueuse obtient un succès populaire local, mais après sa mort en 1932 à Vic-en-Bigorre, il retombe quelque peu dans l'oubli.

## Œuvres

### Théâtre et pastorales
- Caddetou, Pastourale en tres actes et quoate tablèus (Parla dou Bic-Bilh) -  (avec Simin Palay)
- Pansard e Lamagrère, Pastourale de Carnabal en tres actes e cinq Tablèus (parla Gascou de la Bigorre), 1919
- La Mourote
- Las culotes dou Bertranet
- L'elecciou deu mayre de Begole
- Lou bugadé

### Contes
- Coundes gauyous de nouste

### Poésies, chansons
- Bigorro
- Picapout